# La Bostonnais
Pour les articles homonymes, voir Bostonnais.
La Bostonnais est une municipalité du Québec qui a été fusionnée le 26 mars 2003 à La Tuque. Elle a été reconstituée le 1er janvier 2006 et fait maintenant partie de l'agglomération de La Tuque.

## Toponymie
Le nom de La Bostonnais provient de la rivière du même nom qui coule au centre de la municipalité. Le nom de la rivière commémore quant à elle un trappeur abénaqui du nom de Jean-Baptiste Bostonnais, dont la famille serait probablement originaire des États-Unis.

## Histoire
Le canton de Bourgeoys est ouvert à la colonisation en 1871, mais ce n'est qu'en 1946 que l'on voit un véritable début de développement avec la création de la mission de Saint-Jean-de-Bosco, devenu paroisse deux ans plus tard, et l'ouverture d'un bureau de poste. C'est en 1987 que le territoire est organisé pour devenir la municipalité de La Bostonnais. Celle-ci fut fusionnée à La Tuque en 2003. À la suite de pressions de la population et d'un référendum, celle-ci est recréée en 2006.
Le 23 juillet 2008 des pluies diluviennes entraînèrent une centaine d'évacuations, partagées entre la localité et celle de La Tuque, à cause de la montée du niveau d'eau de la Rivière Bostonnais qu'elles ont déclenchées.

### Chronologie
- 1965 : Proclamation du canton de Bourgeoys (Nommé en l'honneur de Marguerite Bourgeoys)[3]
- 1er janvier 1987 [4]: Constitution de la municipalité de La Bostonnais qui comprend comme territoire l'entièreté du canton de Bourgeoys.
- 26 mars 2003 : Fusion de La Bostonnais avec La Tuque.
- 1er janvier 2006 : Reconstitution de La Bostonnais selon son ancien territoire.

## Géographie
La Bostonnais est située à 11 km (en ligne directe, ou 15 km par la route) au nord-est du centre-ville de La Tuque. Elle fait partie de l'agglomération de La Tuque et de la région administrative de la Mauricie. À part de la ville de La Tuque, elle partage ses limites avec Lac-Édouard.
La Bostonnais est située dans les Laurentides, plus précisément dans la province naturelle des Laurentides méridionales et la région naturelle de la dépression de La Tuque.

### Hydrographie
Une grande partie de la municipalité fait partie du bassin du Saint-Maurice. Environ un 15 % de l'est de La Bostonnais est cependant drainé par le bassin de la Batiscan. Les seules rivières qui parcourt le territoire est la Bostonnais, qui la traverse du nord au sud et la rivière Stewart qui prend sa source au lac Bourgeoys dans le sud-est de la municipalité.

### Protection du territoire
Il n'y a pas d'aire protégée à La Bostonnais. Cependant une partie du territoire est comprise dans les zecs de la Bessonne et Borgia. La municipalité possède aussi 2 pourvoiries avec droits exclusifs soit le Club Oswego et le Domaine Touristique La Tuque Inc.

## Démographie
| 1991 | 1996 | 2001 | 2006 | 2011 | 2016 | 2021 |
| ---- | ---- | ---- | ---- | ---- | ---- | ---- |
| 473  | 524  | 529  | 617  | 503  | 635  | 556  |

## Administration
Les élections municipales se font en bloc pour le maire et les six conseillers.
| La Bostonnais Maires depuis 2005                                                                                     |                       |                               |          |
| Élection | Maire                 | Qualité                       | Résultat |
| 2005 | Claude Hénault        |                               | Voir     |
| 2008 | Chantal St-Louis      |                               | Voir     |
| 2009 | Chantal St-Louis      | Voir                          |          |
| 2013 | Chantal St-Louis      | Voir                          |          |
| mai 2016 | Michel Sylvain        | Maire-suppléant               | Voir     |
| juil. 2016 | Pierre-David Tremblay | Maire de La Tuque (2017-2021) | Voir     |
| 2017 | Michel Sylvain        |                               | Voir     |
| fév. 2021 | Rachel Fluet          |                               | Voir     |
| 2021 | Renée Ouellette       |                               | Voir     |
| Élection partielle en italique Depuis 2005, les élections sont simultanées dans toutes les municipalités québécoises |                       |                               |          |

Le 30 novembre 2020, il a été annoncé que, provisoirement, c’est la Commission municipale du Québec qui administrera désormais La Bostonnais dû au manque de conseillers en fonction pour la prise de décisions.  

## Transport
La Bostonnais est relié par la route 155 qui relie La Tuque à Chambord au lac Saint-Jean. Un service de transport en commun est offert par transport collectif du Haut-Saint-Maurice. Il n'y a cependant pas de transport interurbain qui passe par la municipalité.

## Attraits

### Patrimoine bâti
Malgré sa jeunesse relative, La Bostonnais possède un édifice patrimonial, soit le pont Ducharme a été classé monument historique le 9 mars 2006. Un autre pont couvert, le pont Thiffault a été inventorié au répertoire du patrimoine culturel du Québec.